# 夏家浜
夏家浜，位于中华人民共和国松江区中山街道东北部，东与新桥镇为邻，西连沪松公路，北靠卖花桥。原属夏家浜村，2001年1月，夏家浜与卖花桥村合并。2005年4月，夏家浜村撤销，成立夏家浜居民委员会。截止2005年，有24个居民小组，806户居民户，居民2493人。